# Le Jour des chasseurs
Le Jour des chasseurs (titre original : Day of the Hunters) est une nouvelle de science-fiction d'Isaac Asimov parue aux États-Unis en novembre 1950 dans la revue Future Combined with Science Fiction Stories et publiée en France dans le recueil Flûte, flûte et flûtes !.

## Résumé
Joe Bloch, Ray Manning et le narrateur discutent dans un bar. Ray dit avoir vaguement entendu parler d'une expérience de voyage temporel. Joe déclare qu'il irait volontiers découvrir la raison de l'extinction des dinosaures. L'idée fait ricaner les autres. C'est alors qu'un ivrogne se manifeste et déclare que lui y est allé et a trouvé une civilisation avancée. Ses membres, de petits dinosaures bipèdes, nourrissaient un intérêt dévorant pour la chasse. Ils ont détruit les autres reptiles avant de s'entre-tuer... comme l'humanité pourrait bien le faire.